# Dietrich Buxtehude
Dietrich Buxtehude (ur. ok. 1637 prawdopodobnie w Oldesloe (Szlezwik-Holsztyn), zm. 9 maja 1707 w Lubece) – duński lub niemiecki kompozytor i organista okresu baroku.

## Życiorys
Buxtehude urodził się w rodzinie organisty i nauczyciela. Niedługo po narodzinach Dietricha ojciec został organistą w Helsingborgu w Szwecji, skąd przeprowadził się do położonego po duńskiej stronie Sundu Helsingøru, by grać w tamtejszej katedrze św. Olafa. Ojciec wykształcił muzycznie syna, który powtórzył rodzinny szlak: w latach 1657 albo 1658 do 1660 Dietrich Buxtehude był organistą kościoła Mariackiego w Helsingborgu, a od 1660 do 1688 w kościele pod tym samym wezwaniem w duńskim Helsingørze.
W 1668 Buxtehude objął po zmarłym Franzu Tunderze posadę organisty w kościele Mariackim w Lubece. Tam też poślubił młodszą córkę Tundera, z którą doczekał się pięciorga dzieci. Sporą popularność zyskały zainicjowane przez Buxtehudego i organizowane pięć niedziel w roku koncerty Abendmusiken, na których prezentowano muzykę religijną poza nabożeństwami.
Dietrich Buxtehude zmarł w 1707. Z pięciorga dzieci przeżyła go tylko jedna córka, którą pojął za żonę, zgodnie z lubeckim zwyczajem, nowy organista kościoła, Johann Christian Schieferdecker.

## Twórczość
Twórczość Buxtehudego (obok Nicolausa Bruhnsa) stanowi szczytowe osiągnięcie północnoniemieckiej szkoły organowej. Styl gry i komponowania utworów zyskał szerszy rozgłos i miał duży wpływ m.in. na Jana Sebastiana Bacha, który w 1705 przybył do Lubeki, by posłuchać Buxtehudego, a oczarowany został dłużej, niż planowano. Dwa lata wcześniej (w 1703) muzyka odwiedzili Georg Friedrich Händel i Johann Mattheson.
Dietrich Buxtehude komponował głównie muzykę organową i kościelną muzykę wokalną, co miało związek z jego pracą muzyka kościelnego. Sławę zapewniły mu wśród współczesnych przede wszystkim Preludia. Katalog twórczości kompozytora, Buxtehude-Werke-Verzeichnis (w skrócie BuxWV) obejmuje 275 utworów, w tym:
- utwory wokalne (BuxWV 1-135):
  - kantaty (1–112);
  - inne utwory wokalne, w tym 8 arii, 3 motety, 1 msza, 2 kanony itp. (113-135);
- utwory organowe (BuxWV 136–225):
  - preludia, toccaty, canzony, canzonetty, chaccony, passacaglia, fugi (136–176)
  - preludia chorałowe, w tym 3 wersje Magnificat, (177–224)
  - canzonetta (225)
- utwory klawesynowe (BuxWV 226–251) 
  - 19 suit (226–244)
  - courante z wariacjami, 5 arii z wariacjami, 7 suit zaginionych (245–251)
- muzyka kameralna (BuxWV 252–275)
  - 7 sonat op. 1 (wydane ok. 1694) na skrzypce, violę da gamba i basso continuo
  - 7 sonat op. 2 (wydane 1696) na skrzypce, violę da gamba i basso continuo.
  - 10 sonat na różne składy smyczkowe (wszystkie wykorzystują solową violę da gamba) i basso continuo

Dodatek do katalogu (Anhang) obejmuje 13 utworów, z tego:
- nr 1-8 to utwory o wątpliwym pochodzeniu;
- nr 9-13 to utwory innych autorów, błędnie przypisane Buxtehudemu.

Część utworów wymienionych w katalogu zaginęła. Niektóre zachowały się dzięki uczniom Buxtehudego i ich następcom. Komplet osiągalnych utworów wydano w latach 1925-1958 nakładem Glaubensgemeinde Ugrino.

## Posłuchaj
- W przypadku problemów z odtwarzaniem zobacz instrukcję obsługi